# Ачиенг, Анисия
Анисия Карло Ачиенг Олворо — член парламента Южного Судана и активистка за права женщин.

## Ранняя жизнь в Судане
Ачиенг родилась в Южном Судане. Её мать умерла, когда она была маленькой, а отец погиб во время гражданской войны. Впоследствии она воспитывалась в приюте переехавшими в Уганду миссионерами. Ачиенг закончила там среднюю школу и настояла на том, чтобы вернуться в Судан, чтобы найти своих родственников. После школы она вернулась в Южный Судан, чтобы пройти обучение в полиции и работать медсестрой, прежде чем найти работу в Норвежской церковной помощи (Norwegian Church Aid). Война снова вынудила её покинуть страну, и она переехала в Найроби, где пошла добровольцем в Управление Верховного комиссара ООН по делам беженцев и поступила в Католический университет Восточной Африки.

## Бегство в Кению и активизм
Ачиенг жила в Нубийских горах в 1993 году, когда армия и повстанцы вошли в регион, вынудив её бежать в Кению, спасаясь от войны. Её дети, год и шесть лет от роду, сбежали в Уганду вместе с её сестрой. В Найроби Ачиенг была соучредительницей «Голоса суданских женщин за мир» (Sudanese Women’s Voice for Peace), неправительственной организации, занимающейся борьбой с нарушениями прав человека в Судане.
Ачиенг вместе с Фатимой Ахмед Ибрагим была делегатом на конференции «Урожай для Судана: мирная инициатива женщин» (Harvest for Sudan: Women’s Peace Initiative conference) в 1995 году в Найроби. В 1995—1996 годах Олворо путешествовала с Ибрагим с лекциями по Канаде, чтобы информировать людей о зверствах войны и нарушениях прав женщин, происходящих в Судане. Она сообщила Catholic New Times в Торонто, что детей и женщин продают в рабство всего за 35 долларов.
В 1998 году Ачиенг получила степень бакалавра социальных наук в Католическом университете Восточной Африки в Найроби. Она также посещала Mindolo Ecumenical Foundation — Панафриканский институт в Китве, где получила диплом по женскому лидерству (Women Leadership).
После подписания Всеобъемлющего мирного соглашения Ачиенг и Сеть женщин за мир в Южном Судане (Women Peace Network Southern Sudan) провели тренинги, чтобы привлечь внимание к влиянию Временной конституции на женщин.
Будучи офицером по строительству мира в Католической службе помощи, Ачиенг вдохновила проект «Дорога к миру», который начался в мае 2007 года. Проект «Еда за работу» включал строительство дороги между Икотосом и Иматонгом. Она также участвовала в программе Центра справедливости и миростроительства в Судане.

## Политическая карьера
Ачиенг стала членом парламента Южного Судана, представляющим Восточную Экваторию. Она также является членом Межправительственного органа по развитию в Восточной Африке.

## Личная жизнь
Ачиенг — христианка, у неё двое родных детей и приёмный сын.